# Папуга-віхтьохвіст великий
Папуга-віхтьохвіст великий (Prioniturus flavicans) — вид папугоподібних птахів родини Psittaculidae. Ендемік Індонезії.

## Опис
Довжина птаха становить 37 см. Забарвлення переважно зелене, горло, груди і живіт жовтувато-зелені. Тім'я синє з червоною плямою в центрі. Потилиця, верхня частина спини і верхня частина грудей оливково-жовті. Нижня покривні пера крил і хвоста зеленувато-сині. Два центральних стернових пера видовжені, мають голі стрижні, на кінці у них чорні "віхті". Навколо очей вузькі сірі кільця. Дзьоб світло-синювато-роговий, на кінці білуватий. Райдужки темно-карі, лапи зеленувато-сірі.

## Поширення і екологія
Великі папуги-віхтьохвости мешкають на півночі острова Сулавесі (півострів Мінагаса) та на сусідніх островах Тоґіан в затоці Томіні. Вони живуть у вологих рівнинних тропічних лісах. Зустрічаються парами або невеликими зграйками, на висоті до 1000 м над рівнем моря. Живлятся насінням і плодами.

## Збереження
МСОП класифікує стан збереження цього виду як близький до загрозливого. За оцінками дослідників, популяція великих папуг-віхтьохвостів становить приблизно 45 тисяч птахів. Їм може загрожувати знищення природного середовища.